# Experimentelle Verhaltensanalyse
Die Experimentelle Verhaltensanalyse (englisch Experimental Analysis of Behavior, EAB) ist eine von B. F. Skinner begründete naturwissenschaftliche Forschungstradition, ursprünglich innerhalb der Psychologie, inzwischen umfasst die Forschung auch Fragestellungen der Biologie, Medizin und den Wirtschaftswissenschaften. Basierend auf der Wissenschaftstheorie des Radikalen Behaviorismus untersucht die Experimentelle Verhaltensanalyse die funktionalen Zusammenhänge zwischen dem Verhalten von Tieren und Menschen und der Umwelt. Sie bildet den grundlagenwissenschaftlichen Aspekt der Verhaltensanalyse.

## Grundlagen

### Geschichte
Die Experimentelle Verhaltensanalyse wurde durch die wissenschaftliche Pionierarbeit von B. F. Skinner begründet. Als Meilenstein in der Entwicklung der Experimentellen Verhaltensweisen gilt die Veröffentlichung von Skinners Werk The Behavior of Organisms: An Experimental Analysis im Jahr 1938, in welchem er die Grundlagen des operanten Lernens und seine Auswirkungen auf Organismen schilderte. Ausgehend von Skinners Arbeiten wurden weltweit Laboratorien gegründet um das Verhalten von Organismen zu untersuchen. Eines der bekanntesten war das „Harvard Pigeon Lab“ das Skinner 1948 an der Harvard University begründete. Ebenfalls 1948 fand die erste Konferenz über die Experimentelle Verhaltensanalyse in Bloomington statt. 1949 erschien Paul Fullers Artikel „Operant Conditioning of a Vegetative Human Organism“, der wohl erste Artikel, der sich mit operantem Konditionieren an menschlichen Probanden beschäftigte.
1958 wurde die Fachzeitschrift Journal of the Experimental Analysis of Behavior gegründet, die als das wichtigste Publikationsorgan im Bereich der Experimentellen Verhaltensanalyse gilt. 1968 folgte die Gründung des Journal of Applied Behavior Analysis, welches sich mit der Umsetzung der Erkenntnisse aus der Experimentellen Verhaltensanalyse in die Praxis als Angewandte Wissenschaft beschäftigt.
Heute sind die meisten Verhaltensanalytiker weltweit in der Association for Behavior Analysis International zusammengeschlossen, von der auch eine europäische Sektion (European Association for Behaviour Analysis) existiert.
Die im Rahmen der Experimentellen Verhaltensanalyse entwickelten Techniken und Erkenntnisse (z. B. Skinner-Box) werden auch in anderen wissenschaftlichen Bereichen wie Biologie oder Medizin eingesetzt.

### Ziele
Die Experimentelle Verhaltensanalyse beschäftigt sich mit den funktionalen Zusammenhängen zwischen dem Verhalten von Menschen und Tieren und der Umwelt. Ziel ist es, Verhalten zu beschreiben, zu erklären, vorherzusagen und zu kontrollieren. Ein Begriff, um dieses Ziel zu beschreiben, ist „funktionaler Kontextualismus“. Verhalten kann nur verstanden werden durch die Funktion des Verhaltens und in welchem Kontext das Verhalten auftritt.

### Induktiver Ansatz
Methodologisch verfolgt die Experimentelle Verhaltensanalyse einen datenbasierten induktiven Ansatz., d. h., Verhaltensanalytiker versuchen theoretische Prinzipien aus den per Experiment gewonnenen Daten zu ziehen. Dieses Vorgehen bedeutet nicht, dass der Verhaltensanalytiker vor dem Experiment keinerlei Vermutungen über den Ausgang des Experimentes hätte. Allerdings verzichtet die Experimentelle Verhaltensanalyse auf die deduktiv-mathematische Ableitung von formalen Theorien, wie sie etwa von Clark Hull vertreten wurde.

### Unterschiede zu anderen experimentalpsychologischen Ansätzen
Die Experimentelle Verhaltensanalyse nimmt unter den psychologischen Forschungstraditionen eine gewisse Sonderrolle ein. Diese Unterschiede zu vielen anderen psychologischen Ansätzen äußern sich sowohl im Untersuchungsgegenstand als auch in Methodologie.
Die meisten psychologischen Experimente haben hypothetische mentale Konstrukte (z. B. Willen, Einstellungen usw.) zum Gegenstand. In der Experimentellen Verhaltensanalyse spielen diese hypothetischen Konstrukte keine entscheidende Rolle. Verhalten soll ohne Rückgriff auf hypothetische Konstrukte erklärt werden. Dies wird manchmal missverstanden in dem Sinne, die Verhaltensanalyse leugne innerpsychische Prozesse. Dies ist unzutreffend. Auch innere Ereignisse wie Denken oder Problemlösen sind für die Verhaltensanalyse Beispiele für Verhalten. Diese werden als private Ereignisse bezeichnet, da sie prinzipiell nur von einer einzigen Person wahrnehmbar sind. Allerdings wird kritisiert, dass in der Verhaltensanalyse zwar die Validität privater Ereignisse bejaht wird, diese anderseits in der Praxis weitgehend ignoriert werden.

## Wichtige Prinzipien
Die Experimentelle Verhaltensanalyse hat in ihrer Geschichte einige fundamentale Prinzipien entdeckt, ohne die ein Verständnis der Forschungen im Rahmen der Experimentellen Verhaltensanalyse schwerfällt.

### Funktion und Topografie von Verhalten
Eine wichtige Unterscheidung in der Experimentellen Verhaltensanalyse betrifft die zwischen Topografie des Verhaltens und seiner Funktion.
Die Funktion des Verhaltens beschreibt den Zusammenhang zwischen Verhalten und einem Umweltereignis. Beispielsweise stellt das Hebeldrücken einer Ratte in einer Skinner-Box einen funktionalen Zusammenhang dar. Die Ratte drückt den Hebel (das konkrete Verhalten) und erhält eine Futterpille (das Umweltereignis). Man kann nun beobachten, dass die Ratte den Hebel öfter betätigen wird wenn sie dafür jedes Mal eine Futterpille erhält, sie wird dafür verstärkt. Es besteht eine funktionale Relation zwischen dem Hebeldrücken und dem Auswerfen einer Futterpille. In der Verhaltensanalyse werden Verhaltensweisen, welche dieselbe Funktion haben, zu Funktionsklassen zusammengefasst.
Die Topografie des Verhaltens beschreibt das von außen beobachtbare Verhalten. Etwa ob die Ratte den Hebel mit einer Pfote oder mit beiden Pfoten betätigt.
Für die Experimentelle Verhaltensanalyse sind meistens die Funktionen von Verhalten und die daraus abgeleiteten Funktionsklassen von größerem Interesse als die Topografie des Verhaltens. Mit Hilfe der funktionalen Zusammenhänge lässt sich gegenwärtiges und zukünftiges Verhalten erklären, vorhersagen und kontrollieren.

### Respondente und operante Konditionierung

#### Respondente Konditionierung
Respondente Konditionierung, auch klassisches Konditionieren genannt, bezeichnet Lernen, das auf einem relativ einfachen Reiz-Reaktion-Mechanismus beruht. Obwohl das Prinzip der respondenten Konditionierung seit über 100 Jahren bekannt ist, wird weiterhin rege Forschung in diesem Feld betrieben.

#### Operante Konditionierung
Das „Herzstück“ der Experimentellen Verhaltensanalyse ist das Operante Konditionieren, das Lernen durch Konsequenzen. Alle wesentlichen Prinzipien der operanten Konditionierung wie Verstärkung, Bestrafung oder Verstärkerpläne wurden im Rahmen der Experimentellen Verhaltensanalyse entdeckt.

### Diskriminative Hinweisreize und Kontingenz
Ein diskriminativer Hinweisreiz ist ein Reiz, der eine historische Verbindung zwischen einem Verhalten und einer verstärkenden oder bestrafenden Konsequenz signalisiert. Ein klassisches Beispiel aus der Experimentellen Verhaltensanalyse: Tauben werden darauf trainiert, nur dann nach einer Scheibe zu picken, um Futter zu erhalten, wenn ein grünes Licht leuchtet, aber nicht, wenn ein rotes Licht leuchtet. Das Licht dient hier als diskriminativer Hinweisreiz.
Als Kontingenz bezeichnet man eine direkte Verbindung zwischen einem Verhalten und einer Konsequenz. Eine bestimmte Konsequenz muss meistens kontingent auf ein Verhalten folgen, um eine Funktion ausüben zu können. Dies bedeutet, dass eine direkte Verbindung zwischen dem Verhalten und den Konsequenzen nötig ist. Damit diskriminative Hinweisreize und Konsequenzen dauerhaft ihre Funktion auf das Verhalten ausüben können, müssen sie in Kontiguität mit dem Verhalten auftreten.

### Regelgeleitetes und kontingenzgeformtes Verhalten
Ein wichtiger Unterschied besteht zwischen regelgeleitetem und kontingenzgeformtem Verhalten. Während Verhalten beim kontingenzgeformten Verhalten direkt durch die dem Verhalten folgenden Konsequenzen geformt wird, können insbesondere Menschen durch regelgleitetes Verhalten – dank verbaler Regeln – Verhalten erlernen, ohne dieses selbst ausgeführt haben zu müssen. Diese Fähigkeit erweitert das Verhaltensrepertoire von Menschen in einem entscheidenden Umfang und ist Verhaltensanalytikern zufolge die Quelle für viele menschliche kulturelle Errungenschaften.

### Funktionsanalyse
Aus den voran stehend genannten Prinzipien ist es nun möglich, eine Funktionsanalyse aufzustellen. Eine Funktionsanalyse ist ein Modell zur Beschreibung von operanten Abläufen. Die Funktionsanalyse ist auch unter dem Namen ABC-Modell bekannt. Die drei Buchstaben stehen für die drei verschiedenen Teile einer Funktionsanalyse:
A → B → C
A (antecedent): A bezeichnet die vorausgehenden (antezedenten) Funktionen des Verhaltens. Darunter werden alle Stimuli und Ereignisse verstanden, die dem Verhalten vorausgehen und dieses beeinflussen, z. B. diskriminative Stimuli oder verstärkende Konsequenzen aus vergangenen Handlungen.
B (behavior): B bezeichnet das Verhalten (behavior) und damit alles was ein Organismus tut. Sowohl öffentliche (für außenstehende sichtbar), als auch private Ereignisse wie Denken fallen darunter.
C (consequence): C bezeichnet alle Konsequenzen (consequences) des Verhaltens. Diese können verstärkende oder bestrafende Funktionen haben, d. h. sie können die Auftretenswahrscheinlichkeit des Verhaltens für die Zukunft erhöhen oder senken.

## Methodologie

### Single-subject research (Einzelfallanalyse)
Die Experimentelle Verhaltensanalyse beschäftigt sich mit dem individuellen Verhalten von Organismen. Aus diesem Grund werden die von anderen psychologischen Forschungstraditionen angewandten statistischen Gruppenvergleiche mit Inferenzstatistischen Verfahren wie t-Tests nur selten angewandt. Für die Experimentelle Verhaltensanalyse sind Gruppenvergleiche mit einer großen Teilnehmerzahl für psychologische Fragestellungen ungünstig, da in Gruppenvergleichen die Einzigartigkeit der Individuen zugunsten statistischer Durchschnittswerte in den Hintergrund tritt. Da sich die meisten psychologischen Theorien mit Individuen beschäftigen, ist zudem unklar, inwiefern von der Ebene einer untersuchten Gruppe auf ein einzelnes Individuum geschlossen werden kann. Trotz der Skepsis gegenüber Gruppenvergleichen werden diese Methoden auch von Verhaltensanalytikern eingesetzt, besonders in angewandten Wissenschaftsbereichen.
Der Modus Operandi für die Experimentelle Verhaltensanalyse stellt die Single-subject research (oft auch Single-subject design oder Einzelfallanalyse genannt) dar. Damit sind verschiedene Verfahren gemeint, um Daten aus dem individuellen Verhalten von einem oder mehreren Probanden zu gewinnen. Bei der Single-subject research werden wiederholt Messungen des Verhaltens eines Probanden vor, während und nach einer experimentellen Manipulation durchgeführt. Ändert sich das Verhalten des Probanden nach der Einführung einer experimentelle Manipulation, so wird angenommen, dass die experimentelle Manipulation einen Effekt auf das Verhalten hat. Um diesen Effekt nachzuweisen, werden verschiedene experimentelle Designs verwendet.
Besonderen Wert wird in der Experimentellen Verhaltensanalyse auf die Replizierbarkeit der Experimente gelegt. Dies geschieht beispielsweise dadurch, dass jeder Versuchsteilnehmer als seine eigene Kontrollgruppe dient. Insgesamt orientiert sich das experimentelle Vorgehen der Verhaltensanalyse eher an dem Vorbild der Biologie und weniger an dem der Psychologie.

### Grundprinzip
Das übergeordnete Ziel der Experimentellen Verhaltensanalyse, wie generell bei wissenschaftlichen Untersuchungen, besteht darin, Zusammenhänge zwischen Variablen zu beschreiben und zu erklären. Zu diesem Zweck stehen verschiedene experimentelle Designs zur Verfügung. Experimentelle Designs sind durch zwei Kriterien gekennzeichnet:
1) Der Variation mindestens einer unabhängigen Variable (UV) und die Untersuchung der Auswirkung der UV auf eine abhängige Variable (AV).
2) Dem Ausschluss alternativer Erklärungen für Veränderungen in der AV. Dies beinhaltet insbesondere die Kontrolle von Störvariablen. Die Skinner-Box beispielsweise ermöglicht die Kontrolle von Störvariablen, da in dieser die Umwelt sehr exakt kontrolliert werden kann.

#### Variation der UV in der Verhaltensanalyse
Experimentelle Gruppenuntersuchungen vergleichen üblicherweise zu zwei Messzeitpunkten eine Interventions- und eine Kontrollgruppe hinsichtlich des interessanten Zielverhaltens. Verhaltensanalytiker untersuchen dagegen den Effekt einer experimentellen Manipulation an einigen wenigen oder sogar nur an einem einzigen Probanden. Die Variation der UV entsteht durch die Einführung einer experimentellen Manipulation. Statt zwei Messungen an vielen Personen werden in der Verhaltensanalyse viele Messungen an einer Person durchgeführt. Wiederholte Messungen sind das zentrale Element der Single-subject research. Sie sind vor allem deshalb notwendig, da die zu erfassenden Merkmale oft Schwankungen unterliegen oder die Messungen selbst falsch sein können. Bei statistischen Gruppenvergleichen kommt man dagegen mit nur zwei Messzeitpunkten aus, da sich Messfehler und Schwankungen über Personen ausmitteln.

#### Bedrohungen der internen Validität
Für eine Einzelfallanalyse gibt es mehrere Bedrohungen der internen Validität.
| Störvariable           | Beschreibung | Kontrolle |
| ---------------------- | --- | --- |
| Geschichte             | Ereignisse, welche im Verlauf der Untersuchung darstellen und einen ungewollten Einfluss auf die Probanden ausüben.                                                                               | Verwendung verschiedener Designs Tiere als Probanden                                                          |
| Reifung                | Probanden ändern ihr Verhalten allein aufgrund von Reifungsprozessen. | Verwendung verschiedener Designs Tiere als Probanden                                                          |
| Instrumentation        | entsteht vor allem wenn Beobachter ihre Einschätzungskriterien während der Untersuchung verändern und beispielsweise Verhalten anders deuten.                                                     | Mehrere Beobachter maschinelle Erfassung von Verhalten eindeutige Definition des zu untersuchenden Verhaltens |
| Diffusion of treatment | bezeichnet die unzureichende Trennung zwischen Interventions- und Nicht-Interventionsphase z. B. wenn in einem ABA Plan Interventionen während der Nicht-Interventionsphase weitergeführt werden. | Eindeutige Trennung zwischen den Phasen                                                                       |

#### Datenerhebung
Wichtig für die Qualität der Datenerhebung ist eine angemessene Definition der AV. In der Verhaltensanalyse werden dafür behaviorale Definitionen verwendet. Eine behaviorale Definition gibt an welches Verhalten gemessen werden soll. Aus Gründen der Objektivität ist dabei meist beobachtbares Verhalten gemeint. Auch die Erfassung von Verhaltenskonsequenzen (Verstärkung bzw. Bestrafung) oder physiologischen Variablen (z. B. Herzschlag) gehören zum Handwerkszeug der Verhaltensanalyiker. Von all diesen erfassbaren Variablen können verschiedene Aspekte wie Dauer oder Häufigkeit von Interesse sein.
Neben der genauen Definition der AV ist es zudem wichtig, dass diese reliabel erfasst werden kann und änderungssensitiv ist. Änderungssensitiv meint, dass die ausgewählten Variablen Veränderungen durch die Intervention angemessen abbilden können. Hierzu werden meist kontinuierliche Skalen statt dichotomer Skalen verwendet. So ist es etwa zur Beantwortung der Frage, ob ein Bestrafungsplan eine Senkung der Verhaltensrate zur Folge hat, sinnvoller das Verhalten kontinuierlich zu erfassen, statt nur zu erfassen, ob Verhalten auftritt oder nicht (dichotome Erfassung). Wenn beispielsweise durch die Einführung eines Bestrafungsplanes das Verhalten von elf Mal pro Stunde auf dreimal pro Stunde gesenkt werden würde, wäre diese Interventionserfolg durch eine dichotome Erfassung nicht abbildbar.
Technische Geräte zur Datenerhebung spielen in der Experimentellen Verhaltensanalyse eine wichtige Rolle. Es wäre sehr mühsam und personalaufwendig tagelang das Verhalten eines Versuchstieres zu beobachten und das gezeigte Verhalten manuell zu erfassen. Zudem steigert eine mechanische Datenerhebung die Reliabilität der Messungen. Alle modernen Skinner-Boxen verfügen über eine automatische Aufzeichnung von Verhaltensweisen wie dem Picken nach einer Scheibe (wenn etwa Tauben die Versuchstiere sind). Zusätzlich werden oft noch Videoaufzeichnungen zur Erfassung eingesetzt.

### Designs
In der Experimentellen Verhaltensanalyse wurden verschiedene experimentelle Designs entwickelt. Diese können sowohl für die Forschung mit Menschen als auch mit Tieren verwendet werden. Kernstück all dieser Designs ist die Bildung einer Kette von Messungen eines Probanden für mindestens zwei verschiedene experimentelle Bedingungen. Zunächst wird in einer Messkette die Basisrate (eng. baseline) des Verhaltens erfasst. In der Regel handelt es sich um Verhaltenshäufigkeiten je Zeiteinheit, die meist grafisch als Häufigkeitspolygon dargestellt werden. Die Erhebung einer Baseline hat drei wichtige Ziele: Deskription, Prognose und Vergleich. Deskription bedeutet, dass das Verhalten in seiner „Basisform“, ohne experimentelle Manipulation beschrieben wird. Daraus lässt sich eine Prognose darüber ableiten, welchen Effekt auf das Zielverhalten eine experimentelle Manipulation wohl hätte. Der Vergleich dieser Prognose mit den schlussendlich tatsächlich erhobenen Daten bildet die Grundlage zur Beurteilung des Interventionseffekts.

#### A-B Design

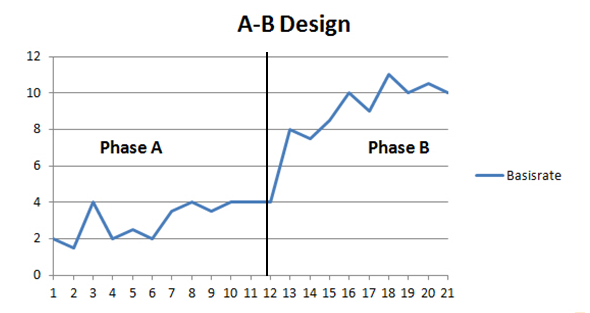
Ein Beispiel für ein A-B Design mit fiktiven Werten. Auf der x-Achse sind die Messzeitpunkte, auf der y-Achse die Messwerte abgetragen.

In einem A-B-Design wird in einer ersten Phase A das untersuchte Verhalten wiederholt in mehreren Sitzungen ohne experimentelle Manipulation gemessen und aus diesen Daten die Basisrate A erstellt. Üblicherweise wird das Verhalten so lange gemessen, bis die Daten keinen Trend mehr aufzeigen und sich glatte Kurven bilden.
Anschließend wird die experimentelle Manipulation (Intervention) in Phase B vorgenommen und das Verhalten erneut wiederholt in mehreren Sitzungen gemessen. Aus diesen Daten wird die Interventionsphase B erstellt.
Der Forscher kann nun prinzipiell allein durch Augenschein anhand des Häufigkeitspolygons feststellen, ob sich nach der experimentellen Manipulation das Verhalten geändert hat. Aus der Differenz der Messungen aus Phase A und B kann nun auf einen experimentellen Effekt der Manipulation geschlossen werden.
Vorteil eines A-B-Designs ist seine einfache Umsetzung und ethische Unbedenklichkeit. Der Nachteil besteht in seiner eingeschränkten internen Validität. Auch wenn es eindeutige Trends innerhalb der Daten zeigen, ist es nicht ausgeschlossen, dass die Veränderungen auf Störvariablen zurückzuführen sind. Um die Validität zu erhöhen, wurden weitere Designs entwickelt.

#### A-B-A Design

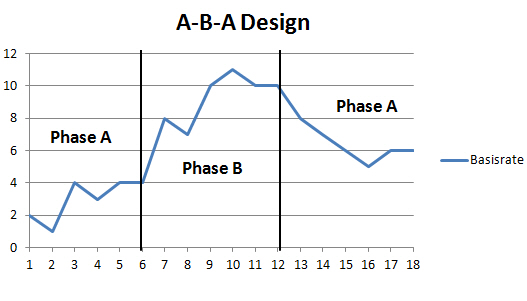
Ein Beispiel für ein A-B-A Design mit fiktiven Werten. Auf der x-Achse sind die Messzeitpunkte, auf der y-Achse die Messwerte abgetragen.

Ein A-B-A Design stellt eine Erweiterung des A-B Design dar und bietet eine erhöhte Sicherheit darüber, ob wirklich die experimentelle Manipulation für die Verhaltensänderung verantwortlich ist.
Wie im A-B Design wird hier die Basisrate A und die Interventionsrate B gemessen. Anschließend wird die experimentelle Manipulation wieder rückgängig gemacht (z. B. die Intervention außer Kraft gesetzt) und eine neue Basisrate A wird erfasst. Wenn die Basisrate nun wieder auf oder annähernd an das Ursprungsniveau vor der Einführung der Manipulation fällt, so gilt es als ziemlich wahrscheinlich, dass die experimentelle Manipulation für die Verhaltensänderung verantwortlich ist.
Vorteil eines A-B-A Design ist die sehr hohe interne Validität, da Störvariablen (insbesondere Geschichte und Reifung) gut kontrolliert werden können. Der Nachteil eines A-B-A Design ist vor allem ethischer Natur. Durch die Wegnahme einer erfolgreichen Intervention nimmt man, je nach untersuchtem Verhalten, möglicherweise eine Verschlechterung des Zielverhaltens in Kauf. Dies ist vor allem bei Experimenten mit menschlichen Probanden problematisch.

#### A-B-A-B Design

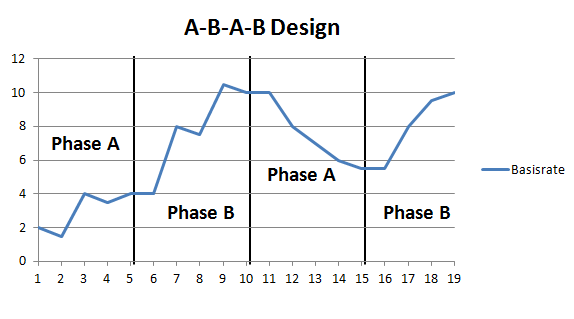
Ein Beispiel für ein A-B-A-B Design mit fiktiven Werten. Auf der x-Achse sind die Messzeitpunkte, auf der y-Achse die Messwerte abgetragen.

Eine noch bessere Auskunft darüber, ob eine experimentelle Manipulation erfolgreich war, bietet ein A-B-A-B Design. Hier werden alle Phasen aus dem A-B-A Design durchlaufen und anschließend die experimentelle Manipulation ein zweites Mal eingeführt. Führt diese erneute Manipulation erneut zu einer gleichen oder hinreichend ähnlichen Interventionsrate wie bei der ersten Manipulation ist dies ein noch stärkerer Hinweis darauf, dass die experimentelle Manipulation für die Verhaltensänderung verantwortlich ist.
Prinzipiell lassen sich die Designs bis ins (theoretisch) unendliche verlängern. Man kann also A-B*N viele Basis- und Interventionsraten erheben.

#### Multiple Basisraten (multiple baseline)
Dieses Design kann verwendet werden, wenn die Rücknahme einer Intervention nicht möglich oder ethisch nicht vertretbar ist. Beispielsweise bei der Messung einer psychotherapeutischen Intervention. Zudem kann mit diesem Design die Veränderung von mehreren Verhaltensweisen durch eine Manipulation gleichzeitig gemessen werden.
Bei einer multiplen Basisrate wird eine Intervention für verschiedene Verhaltensweisen zeitversetzt eingeführt. So kann man erkennen, ob sich jeweils nur das Verhalten ändert, für welches die Intervention eingeführt wurde.
Vorteil eines Multiple Baseline-Design ist seine hohe interne Validität. Zudem ist keine Umkehrphase nötig, was den ethischen Bedenken gegen A-B-A-Designs Rechnung trägt. Der Nachteil dieser Design Form liegt darin, dass diese sehr zeitaufwendig und mit sehr vielen Messungen verbunden sind.

### Datenauswertung

#### Visuelle Inspektion
Die grafische Darstellung der Messwerte in Form Häufigkeitspolygonen ermöglicht eine visuelle Inspektion der Interventionseffekte. Die Beobachtungszeitpunkte werden im Diagramm auf der Abszisse abgetragen und die Werte der AV auf der Ordinate. Zusätzlich werden die Baseline- und die Interventionsphase gekennzeichnet.
Durch Analyse der Unterschiede zwischen Baseline- und Interventionsphase können mögliche Effekte erkannt werden. Der Vorteil dieses Verfahren besteht darin, dass große Effekte sehr auffällig und direkt ersichtlich sind. In Fällen, in welchen mögliche Effekte nicht „direkt ins Auge springen“ können verschiedene Kriterien herangezogen werden:
| Kriterium                   | Beschreibung |
| --------------------------- | --- |
| Veränderungen im Mittelwert | Hier wird der Mittelwert der einzelnen Phasen als Kriterium herangezogen. Gibt es deutliche Mittelwertsunterschiede zwischen den einzelnen Phasen, so ist dies ein guter Indikator für einen Interventionseffekt |
| Veränderungen im Level      | Veränderungen im Level sind deutliche Sprünge beim Einführen und Wegnehmen einer Intervention. Treten sie bei Phasenwechseln auf, sind sie ein zusätzlicher Beleg für die Wirksamkeit der Intervention |
| Veränderungen im Trend      | Als Trend bezeichnet man die „Richtung“ des Verhaltens im Graphen d. h. nimmt das Verhalten zu oder ab. Um den Trend sichtbar zu machen, werden meist Trendlinien für Baseline- und Interventionsphase eingezeichnet. |
| Latenz                      | Als Latenz bezeichnet man die Zeit, in welcher nach der Einführung oder der Wegnahme einer Intervention keine Verhaltensänderungen erfolgen. Eine kurze Latenz spricht für die Effektivität der Intervention. Eine lange Latenz deutet dagegen eher daraufhin, dass andere Variablen für die Verhaltensänderung verantwortlich sind. |
| Gleitmittelwerte            | Mithilfe der Berechnung eines gleitenden Mittelwertes (Moving Average) kann eine klarere Struktur in die Daten gebracht werden. Dadurch sind Trends einfacher zu erkennen. Voraussetzung ist das Vorhandensein von ausreichend vielen Messwerten.                                                                                    |

Durch die genannten Kriterien ist es möglich ein komplexes Urteil über die Wirksamkeit der Intervention zu ziehen. Auch ist es möglich, Besonderheiten und Auffälligkeiten im Untersuchungsablauf festzustellen, welche möglicherweise bei einer standardisierten statistischen Auswertung verloren gegangen wären.
Nachteil einer visuellen Inspektion sind Einschränkungen in der Objektivität und Reliabilität. So ist es durchaus möglich, dass verschiedene Auswerter bei dem gleichen Datenmaterial anhand visueller Inspektion zu verschiedenen Einschätzungen kommen.

#### Statistische Auswertung
Die visuelle Inspektion kann durch statistische Verfahren ergänzt werden.

##### Prozentsatz nicht-überlappender Datenpunkte (PND)
Der PND ist ein deskriptivstatistisches Maß für die Quantifizierung einer Interventionswirkung. Die Logik hinter dieser Berechnung ist, dass dein Interventionseffekt umso größer ist, je weniger sich die Werte von Baseline- und Interventionsphase überschneiden. Der PND stellt ein deskriptives Maß dar und ist damit an keine interferenzstatistischen Voraussetzungen wie Normalverteilung gebunden.
{\displaystyle PND=\quad {\frac {{\text{AnzahlBPhase}}<{\text{min.AnzahlAPhase}}}{\text{AnzahlBphase}}}\cdot 100\,\%}
Je höher der Prozentsatz ausfällt, desto stärker der Interventionseffekt.
Der große Vorteil des PND ist seine einfache Berechnung und Interpretation. Der PND liefert allerdings keine aussagekräftigen Ergebnisse wenn die Baseline starke Schwankungen aufweist.

## Ausgewählte Forschungsfelder der Experimentellen Verhaltensanalyse

### Stimuluskontrolle
Die Forschung an der Stimuluskontrolle beschäftigt sich mit der Frage, wie das Verhalten durch ihm vorausgehende Reize beeinflusst wird. Wie unterscheiden Lebewesen unterschiedliche Stimuli, wie reagieren sie auf diese, und in welcher Weise wird ihr Verhalten davon beeinflusst? Verhaltensanalytiker haben in diesem Bereich etwa bei Tauben bemerkenswerte Fähigkeiten nachgewiesen, welche man zuvor als genuin menschliche Fähigkeiten ansah. So lernten Tauben etwa zwischen Bildern der Maler Claude Monet und Pablo Picasso zu unterscheiden und generalisierten dies sogar auf Bilder anderer Künstler. In einem weiteren Experiment gelang es Forschern Tauben so zu trainieren, dass sie den Spiegeltest bestanden.

### Wahlverhalten und Matching Law
Verhaltenanalytiker beschäftigen sich mit dem Wahlverhalten von Menschen und Tieren, insbesondere wenn diese zwischen zwei oder mehr Verhaltensweisen wählen können. Eines der wichtigsten im Rahmen der Experimentellen Verhaltensanalyse entdeckten Prinzipien ist das Matching Law von Richard Herrnstein. Das Matching Law ist eine mathematische Theorie. Die Grundaussage ist, dass bei zwei gleichzeitig vorhandenen Verhaltensalternativen der relative Anteil einer Verhaltensweise gleich dem relativen Anteil an Verstärkung ist. Zum Matching Law gibt es umfangreiche Forschung, es wurde sowohl für Menschen als auch für Tiere nachgewiesen.

### Behavioral Pharmacology
Behavioral Pharmacology ist eine interdisziplinäre Forschung, an der sowohl Verhaltensanalytiker als auch Pharmakologen beteiligt sind. Im Gegensatz zur Psychopharmakologie geht es in der Behavioral Pharmacology nicht um die Wirkung von psychoaktiven Substanzen auf das Gehirn, sondern um deren Auswirkungen auf das Verhalten von Menschen und Tieren. Beispielsweise wird die Auswirkung von Drogen auf das operante Konditionieren erforscht.

### Regelgeleitetes Verhalten
Ein wichtiges Prinzip, welches menschliches von tierischem Verhalten unterscheidet, ist die Fähigkeit des Menschen, Regeln zu befolgen. So können Menschen ein Verhaltensrepertoire erwerben ohne das Verhalten selbst auszuführen. Verhaltensanalytiker untersuchen den Einfluss von Regeln auf das menschliche Verhalten. Etwa die Frage, ob regelgeleitetes oder kontingenzgeformtes Verhalten den größeren Einfluss in bestimmten Situationen ausübt.

### Einführende Lehrbücher
- Christoph Bördlein: Einführung in die Verhaltensanalyse (behavior analysis). Alibri, Aschaffenburg 2015, ISBN 978-3-86569-232-0.
- Gregory J. Madden (Hrsg.): APA handbook of behavior analysis. Vol. 1: Methods and principles. American Psychological Association, Washington DC 2013, ISBN 978-1-4338-1112-8.
- James E. Mazur: Lernen und Verhalten. Pearson Studium, Hallbergmoos 2006, ISBN 3-8273-7218-6.